# Fisherman’s Friends – Vom Kutter in die Charts

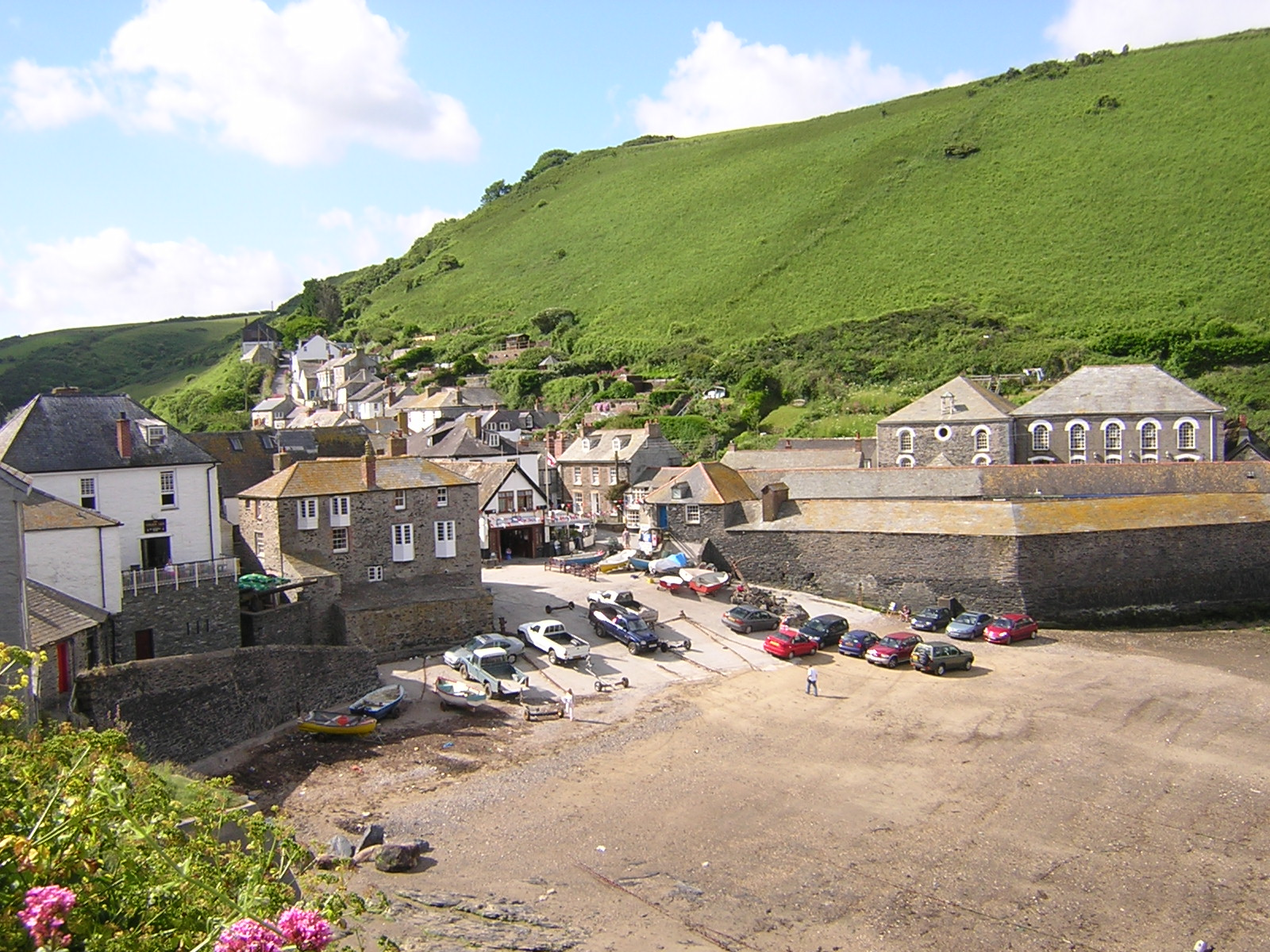
Hafen von Port Isaac

Fisherman’s Friends – Vom Kutter in die Charts ist ein britischer Kinofilm, der die Geschichte der Fisherman’s Friends erzählt, einer aus Fischern bestehenden Folkband aus Cornwall. Der Film ist im Stil einer romantischen Komödie angelegt. Eine Fortsetzung erschien 2022 unter dem Titel Fisherman’s Friends 2 – Eine Brise Leben, welche ebenfalls im Stil einer romantischen Komödie angelegt ist.

## Handlung
Vier Männer aus der Musikbranche fahren aus London nach Port Isaac in Cornwall, um dort einen Junggesellenabschied auf einem Segelboot zu feiern. Die Begegnungen mit den Ortseinwohnern auf der Straße oder im Pub sind nicht von gegenseitiger Sympathie gezeichnet, die Londoner benehmen sich arrogant und werden entsprechend behandelt. Als sich herausstellt, dass das Segelboot beschädigt ist, vertreiben sie sich die Zeit mit Stand-up-Paddling, geraten dabei durch Leichtsinn in Seenot und lösen einen Rettungseinsatz aus.
Im Hafen von Port Isaac sehen sie eine Folkband aus dem Ort auftreten, die mit Talent und Begeisterung alte Shantys singt und von den Einheimischen bejubelt wird. Talent-Einkäufer Danny wird von seinem Chef auf diese Band angesetzt, er wolle sie unbedingt unter Vertrag nehmen. Von seinen Freunden im Ort zurückgelassen, macht sich Danny daran, die Fischer dafür zu begeistern. Allerdings findet er auch an der alleinerziehenden Alwyn Gefallen, deren Vater Jim und Großvater Jago zu den singenden Fischern gehören. Danny nimmt sich in Alwyns Bed and Breakfast ein Zimmer und lernt mehr über den Ort und die Geschichte der Fischer kennen. Die zentrale Begegnungsstätte im Ort ist das Pub. Hier werden alle wichtigen Sachen besprochen und hin und wieder ein Pubquiz veranstaltet. Danny erfährt, dass das Pub vormals die Rettungsstation war, bis bei einem Einsatz viele Männer ums Leben kamen.
Die Fischer sind anfänglich nicht sonderlich angetan von der Idee, eine Platte aufzunehmen und sich im Musikgeschäft zu beweisen. Ihre geliebte Arbeit nimmt ihre Zeit vollständig in Anspruch. Gegen die Zusage, ihre Arbeit gehe immer vor, lassen sie sich auf Dannys Vorschläge ein. Dieser macht mit ihnen Demoaufnahmen, um sie den Produzenten der Plattenfirmen anzubieten. Jim ist Danny gegenüber um so skeptischer, als dieser seiner Tochter Alwyn näherkommt, und warnt ihn vor ernsten Konsequenzen, wenn er es nicht ernst meine. Das Wort eines Mannes gelte in Cornwall viel. Das bringt Danny in Konflikte, als er von seinem Chef erfährt, dass dessen Interesse an den Fischern nur ein Spaß war. Um sein Wort halten zu können, kündigt er seine Stellung und nimmt sich vor, die Fischer selbst zu managen. Als der Pubbesitzer ihm von seiner engen finanziellen Lage erzählt, vermittelt Danny Kontakt zu dem Geschäftsmann Charles Montague, der das Pub kauft und zusagt, es nach Möglichkeit weiter als Pub zu betreiben.
Die Gruppe tritt spontan bei der Hochzeit von Dannys Freund auf, kommt dort jedoch nicht gut an. Als Danny erfährt, dass sein ehemaliger Chef den Labels Druck macht, die Fischer nicht unter Vertrag zu nehmen, nimmt er sie persönlich mit nach London und lässt sie vorsingen. Bei einer großen Plattenfirma erhalten sie immerhin das Angebot, während einer Fernsehübertragung live die Nationalhymne zu singen. Zur Überraschung aller singen sie aber nicht God Save the King, sondern die Hymne von Cornwall. Ein Video dieses Auftritts bekommt bei YouTube über eine Million Klicks innerhalb kürzester Zeit. Hierdurch wird die Plattenfirma erneut auf die Band aufmerksam und bietet ihr einen Vertrag an, dessen Höhe Danny aus Marketinggründen mit einer Million Pfund angibt. Die „Fisherman’s Friends“ machen Schlagzeilen.
Kurz vor der Veröffentlichung des Albums stirbt Jago friedlich in seinem Liegestuhl. Bei der Trauerfeier im Pub kommt heraus, dass Danny den Käufer Montague vermittelt hat. Von dem hat man keinen guten Eindruck, den Pub werde er bestimmt nicht weiterführen. Alwyn und Jim sind wütend auf Danny, der auch noch eine Provision dabei eingesteckt hat, so dass Danny nach London zurückfährt. Bei der Bekanntgabe der Charts erscheint Danny wieder im Pub und gibt bekannt, dass er es Montague im Tausch gegen seine Londoner Wohnung abgekauft habe, damit es ein Pub bleibt. Das Album erreicht zur Freude aller Platz 9 in den Charts. Danny und Alwyn versöhnen sich.

## Produktion
Gedreht wurde der Film vorwiegend in Cornwall (Port Isaac, St Kew) und London. Einzelne Außenaufnahmen fanden in Chicago statt.
Der Film kam im Vereinigten Königreich im März 2019 in die Kinos, in Deutschland im August 2019.

## Rezeption

### Kritiken
Das Lexikon des internationalen Films beschreibt den Film als eine „sich auf die wahre Erfolgsgeschichte singender Fischer berufende Komödie, die denkbar klischeehafte Fronten bemüht und vor allem in der Präsentation der Musik enttäuschend einfallslos ist“.
Lutz Granert schreibt auf filmstarts.de, der Film setze dramaturgisch vor allem auf Genre-Klischees: „So wirkt die romantische Komödie ‚Fisherman‘s Friends – Vom Kutter in die Charts‘ trotz sympathischer Momente letztendlich zu abgeschmackt und vorhersehbar, um wirklich zu berühren.“
Die Redaktion der Cinema lobt vor allem den Charme des Films und bezeichnet ihn als „britisches Wohlfühlkino über singende Seebären aus Cornwall“.

### Einspielergebnis
Der Film spielte weltweit ungefähr 11,6 Millionen US-Dollar ein.

### Einschaltquoten
Die Erstausstrahlung am 28. Juli 2020 im Ersten erreichte einem Marktanteil von 6,3 %.